# ماتياس فيغا
ماتياس فيغا (بالإسبانية: Matías Vega)‏ (18 أبريل 1986 بروساريو في الأرجنتين - ) هو لاعب كرة قدم أرجنتيني في مركز حراسة المرمى. لعب مع نادي أتليتيكو ألدوسيفي.

## وصلات خارجية
- ماتياس فيغا على موقع قاعدة بيانات كرة القدم.إي يو (الإنجليزية)
- ماتياس فيغا على موقع Soccerway.com (الإنجليزية)
- ماتياس فيغا على موقع عالم كرة القدم.نت (الإنجليزية)